# Buddys Song
Buddys Song (Originaltitel: Bud, Not Buddy) ist der 1999 erschienene zweite Roman des US-amerikanischen Autors Christopher Paul Curtis. Das Jugendbuch wurde unter anderem 2000 mit der Newbery Medal ausgezeichnet. Die Übersetzung ins Deutsche stammt von Gabriele Haefs und erschien 2001 im Hamburger Carlsen Verlag.

## Handlung
Die Hauptfigur, Bud Caldwell, ist ein zehnjähriger afroamerikanischer Waisenjunge in der Zeit der Weltwirtschaftskrise in Michigan.  Seine Mutter starb, als er zehn war, und hinterließ ihm unter anderem ein paar Plakate, die die Gruppe „Herman E. Calloway and the Dusky Devastators of the Depression“ ankündigten. Bud hegt die begründete Vermutung, dass Herman Calloway sein Vater sein muss. Die Handlung beginnt in einem Waisenhaus in Flint (Michigan), als der Held der Geschichte zu seiner neuen Pflegefamilie geschickt wird. Nachdem er bei seiner dritten Pflegefamilie von seinem älteren Pflegebruder gequält und von seinen Pflegeeltern grundlos zur Strafe in eine Hütte gesperrt wurde, reißt er aus und wandert durch das von der Wirtschaftskrise geschüttelte Michigan, bis er in Grand Rapids den Jazz-Musiker Herman E. Calloway und seine Band trifft. Calloway selbst ist älter, als Bud gedacht hätte, und abweisend zu ihm, aber die Musiker nehmen sich seiner an. Bud bekommt ein Saxophon geschenkt und lernt es zu spielen. Dabei lernt er auch die Jazz-Szene jener Zeit kennen. Schließlich stellt sich heraus, dass Calloway nicht sein Vater, sondern der Vater seiner Mutter ist und er seinem Großvater die Nachricht von ihrem Tod brachte.

## Hintergrund
Als Vorbild für die Figur des Herman E. Calloway diente einer der Großväter des Autors, der Jazz-Musiker während der Wirtschaftskrise war.

## Kritik
Lois Metzger bezeichnete das Buch als „funny, eloquent, deeply sad and delightful (usually all at once)“.